# یخبندان مارینو
یخبندان مارینو (انگلیسی: Marinoan glaciation) دوره‌ای یخچالی از یخبندان در سراسر جهان بود که از حدود ۶۵۰ تا ۶۳۲٫۳ (میلیون سال پیش) (۵٫۹ ±)، در طول دوره کریوژنین طول کشیده‌است. این یخبندان احتمالاً کل سیاره را در رویدادی به نام زمین گوی برفی پوشانده بوده‌است. پایان یخبندان ممکن است با آزاد شدن متان از خاک منجمد دائمی استوایی زمین تسریع شده باشد.